# 李文芳
李文芳（？—？），四川成都府绵州人，明朝政治人物。

## 生平
万历十三年（1585年）乙酉科四川鄉試舉人，十七年（1589年）登己丑科進士，通政司觀政，六月授陕西洋县知县，二十二年升大理寺评事，二十三年降任湖廣黄安县知县，坚毅嚴明，民不敢犯，而清赋籍，节夫马，尤传頌不衰，邑人士立祠東郊以祀之，今废。二十七年升南京大理寺左評事，二十九年养病。三十二年補北評事，三十三年擢户部主事，管明智坊草场，三十五年差管淮安鈔关，升员外郎。三十六年升户部郎中，三十七年外任河南右参议、徐淮兵备。三十八年五月升贵州副使，清军兼分守安平道，仍管徐淮兵备，三十九年养病。